# Etsi nos
Etsi nos – encyklika papieża Leona XIII opublikowana 15 lutego 1882 roku w Rzymie. Pierwsze słowa papieża dały nazwę całemu dokumentowi: „Jakkolwiek z najwyższą czujnością i miłością”. Encyklika omawia sytuację Kościoła we Włoszech i zwraca uwagę na największe problemy chrześcijaństwa w ówczesnych czasach: zwraca uwagę na spadek znaczenia wartości katolickich i wydarzenia mające miejsce w 1870 roku, kiedy wojska francuskie opuściły Rzym (porażka Napoleona III w wojnie z Prusami), co doprowadziło do podkopania pozycji zarówno Kościoła katolickiego w Europie jak i samego Biskupa Rzymskiego. Potępia zarówno masonerię, mającą swój niewątpliwy udział w osłabianiu katolicyzmu, jak i liberalny światopogląd, którego wyznawcy, zdaniem papieża, „w tym, co zawiera wiedza i poznanie odrzucają niebieskie światło wiary, zaś po spowodowaniu jego wygaśnięcia umysł ludzki najczęściej popada w błędy, nie rozróżnia rzeczy prawdziwych oraz łatwo je omija, by popadać w niski i odpychający materializm. Odrzucają w ogóle wieczną i niezmienną istotę obyczajów wraz z najwyższym dawcą i zachowawcą praw – Bogiem.”

## Apel do katolików
Papież wzywa wszystkich katolików do obrony wartości katolickich na świecie, wszędzie gdzie są one atakowane i podważane – zarówno świeckich, jak i biskupów apelując do tych pierwszych o właściwą postawę i zachęcając do tworzenia chrześcijańskich kół grupujących młodzież i robotników oraz pism katolickich jako przeciwwagi dla liberalnych i antyklerykalnych instytucji i zgromadzeń, a do tych drugich o powoływanie na duchownych osoby kompetentne i pobożne, gotowe do życia cnotliwego i pełnego pracy, zarówno intelektualnej (potrzebnej do polemik z wyznawcami innych poglądów) jak i duchowej.

## Prośba o wsparcie
Pod koniec Leon XIII zwrócił się do wiernych z prośbą o modlitwę i pomoc materialną dla Kościoła zachęcając do naśladowania postawy Francuzów i Belgów, „którzy dali wspaniałe dowody wielkoduszności zasługujące na podziw nie tylko współczesnych, lecz także przyszłych pokoleń.”